# Irène Tolleret
Irène Tolleret (* 17. August 1967 in Béziers) ist eine französische Politikerin, Mitglied von La République en Marche und Territoires de Progrès, und Winzerin.

## Leben
Irène Tolleret ist Winzerin auf ihrem eigenen, 9 ha großen Weingut am Pic Saint-Loup nördlich von Montpellier.
Nach den Kommunalwahlen 2014 wurde sie zur Bürgermeisterin von Fontanès (Hérault) gewählt. Sie ist die Vertreterin ihrer Gemeinde im Gemeinderat des Gemeindeverbunds des Grand Pic Saint-Loup, wo sie als Vizepräsidentin für Europäische Beziehungen und Angelegenheiten zuständig ist. Im Jahr 2017 wurde sie im Kanton Lodève zur Regierungsrätin und Mitglied der ständigen Kommission gewählt. Ihre politische Zugehörigkeit wurde als Divers gauche („Sonstige Linke“) beschrieben.
Irène Tolleret war Kandidatin für die Europawahl 2019 der Republik Frankreich auf der Liste Renaissance unter der Leitung von Nathalie Loiseau. Sie rangierte  auf Platz neun der Wahlliste. Als nach Presseberichten eher unerwartete Kandidatin ist ihre Intention die ländlichen Regionen auf der Liste der Bewegung En Marche von Staatspräsident Emmanuel Macron zu repräsentieren. Am 2. Juli 2019 fand die konstituierende Plenartagung des neu gewählten Parlaments statt, in das sie gewählt wurde.